# Sindou
Pour les articles homonymes, voir Sindou (homonymie).
Cet article concerne la ville chef-lieu. Pour le département et la commune urbaine, voir Sindou (département).
Sindou est une ville du département et la commune urbaine de Sindou, situé dans la province de la Léraba, dont elle est le double chef-lieu, et la région des Cascades au Burkina Faso.

## Géographie

### Situation
La ville se trouve à l'ouest de Banfora, à proximité des frontières avec le Mali et la Côte d'Ivoire, en territoire sénoufo.

### Nature et environnement
À côté de la ville se trouve une formation rocheuse nommée les pics de Sindou.

## Administration
La ville est administrativement subdivisée en cinq secteurs urbains.

## Éducation et santé
Le village accueille un centre de santé et de promotion sociale (CSPS).